# Nowoaleksandrowka (rejon buzułucki)
Nowoaleksandrowka (ros. Новоалександровка) – wieś (sieło) w Rosji, w obwodzie orenburskim, w rejonie buzułuckim. W 2021 liczyła 2665 mieszkańców.